# Lunar Prospector
Lunar Prospector foi a designação de uma missão não tripulada da Administração Nacional de Aeronáutica e Espaço (NASA), lançado em 7 de Janeiro de 1998, no antigo Cabo Canaveral, hoje denominado de Cabo Kennedy, estado da Flórida - Estados Unidos, com a finalidade de pesquisar o satélite natural da Terra, a Lua.
A sonda Lunar Prospector Spacecraft (LPS), tinha uma massa de 296 kg (abastecida) e era alimentada por  painéis solares. Foi utilizado o foguete Athena II para lança-la ao espaço.

## Programa Discovery
A missão Lunar Prospector é a terceira missão do programa de exploração espacial da NASA denominado de Programa Discovery. Que é um programa científico que estabeleceu metas para o desenvolvimento de missões de baixo custo para a pesquisa espacial.